# Wapen van Kerkrade

Wapen van Kerkrade

Het wapen Kerkrade is op 26 februari 1887 officieel aan de toenmalige gemeente Kerkrade toegekend. Het wapen is sindsdien in ongewijzigde vorm in gebruik gebleven.

## Geschiedenis
De schepenbank van Kerkrade gebruikte in de 17e eeuw (meer precies 1621) een zegel dat vrijwel gelijk is aan het huidige wapen van Kerkrade. In 1886 werd het zegel als basis gebruikt voor de aanvraag van een officieel gemeentewapen.
Na een gemeentelijke fusie tussen Kerkrade en Eygelshoven in 1982 werd voorgesteld om de heilige niet langer op het schild te voeren, maar als schildhouder. De leeuw op het zilveren schild, die van het huidige Herzogenrath, en die van Gulik, uit het wapen van Eygelshoven, zouden dan gecombineerd worden. Wel zouden de hamers achter het schild blijven staan.

## Symboliek
De heilige op het wapen is Sint Lambertus, de parochieheilige van Kerkrade.
De kolenhamers, of pikhouwelen, staan symbool voor de kolenmijnen in de omgeving.

## Blazoen

Hoge Raad van Adel versie

De officiële beschrijving die bij het wapen hoort luidt als volgt:
In een veld van goud het beeld van den Heilige Lambertus, gekleed met pluviale van keel, met mantelkrans van goud, waaronder een alba van zilver, houdende in de rechterhand een zwaard van zilver en in de linker een bisschopsstaf van goud; ter halverwege tevoorschijn komende achter een schild van zilver ('s Hertogenrade), beladen met een leeuw van keel, met dubbelen staart, getongd en geklauwd van goud; achter het schild pikhouwelen en sautoir.
Het wapen is goudkleurig met daarop de heilige Lambertus. Zijn koorkap is rood van kleur, de randen zijn van goud. Lambertus houdt in zijn rechterhand een zilveren zwaard en in zijn linkerhand een gouden kromstaf. Voor de heilige zijn twee zwarte pikhouwelen geplaatst, deze staan diagonaal. Voor dit alles is het wapen van 's-Hertogenrade geplaatst. dat wapen is zilver van kleur met daarop een rode leeuw met dubbele staart. De tong en klauwen zijn van goud.
Hierbij wordt niet vermeld dat de heilige van natuurlijke kleur is, hij draagt een rode mijter die afgezet is van goud.
De tekening uit het register van de Hoge Raad van Adel wijkt nogal af van de beschrijving. Het schild is rond en voorzien van een randschrift: GEMEENTEBESTUUR VAN KERKRADE". Doordat het schild van Kerkrade zilver is en op een gouden schild staat is dit wapen een raadselwapen.